# Ficus saussureana
Ficus saussureana är en mullbärsväxtart som beskrevs av A. P. Dc.. Ficus saussureana ingår i släktet fikonsläktet, och familjen mullbärsväxter. Inga underarter finns listade i Catalogue of Life.